# Vladislav Klener
Vladislav Klener (* 15. ledna 1927 Bratislava) je český lékař, vysokoškolský profesor a bývalý ředitel Státního ústavu radiační ochrany, zabývající se především hygienou záření a radiační ochranou.
V letech 1946–1951 vystudoval Lékařskou fakultu Univerzity Karlovy  a následně pracoval v oboru vnitřního lékařství. Od roku 1961 působí v oblasti radiobiologie a radiační patologie, mezi léty 1968 a 1970 jako ředitel Výzkumného ústavu hygieny záření. V letech 1977–1984 byl členem výboru Mezinárodní asociace radiační ochrany (International Radiation Protection Association, IRPA). Na 3. lékařské fakultě Univerzity Karlovy a na Fakultě jaderné a fyzikálně inženýrské ČVUT v Praze přednášel o hygieně záření. V roce 1991 byl jmenován profesorem. Roku 1995 byl jmenován prvním ředitelem tehdy zřízeného Státního ústavu radiační ochrany, od roku 1996 je činný ve Státním úřadu pro jadernou bezpečnost.

## Dílo
Je autorem, spoluautorem či editorem řady odborných publikací, článků v odborných periodikách, přispívá do časopisu Vesmír.
- Pokyny pro případ nehody při práci se zdroji ionizujícího záření. Praha : Ústav zdravotní výchovy, 1986
- Ochrana pacientů a zdravotnického personálu při radiodiagnostických vyšetřeních. Praha : Avicenum, 1987
- Hygiena záření. Praha : Avicenum, 1988.
- Metody kvantitativního hodnocení v hygieně záření. Vladislav Klener, Josef Ševc, Otokar Vojtíšek. Praha : Univerzita Karlova, 1988
- Principy a praxe radiační ochrany. Praha : Azin CZ, 2000.